# Cantone di Saint-Martory
Il Cantone di Saint-Martory era una divisione amministrativa dell'Arrondissement di Saint-Gaudens.
A seguito della riforma approvata con decreto del 13 febbraio 2014, che ha avuto attuazione dopo le elezioni dipartimentali del 2015, è stato soppresso.

## Composizione
Comprendeva 12 comuni:
- Arnaud-Guilhem
- Auzas
- Beauchalot
- Castillon-de-Saint-Martory
- Le Fréchet
- Laffite-Toupière
- Lestelle-de-Saint-Martory
- Mancioux
- Proupiary
- Saint-Martory
- Saint-Médard
- Sepx